# 尾去沢石
尾去沢石（おさりざわせき、osarizawaite）は、鉱物（硫酸塩鉱物）の一種。化学組成はPbCuAl2(SO4)2(OH)6で、結晶系は三方晶系。明礬石グループの鉱物。
1961年に秋田県の尾去沢鉱山で発見された日本産新鉱物 で、名前は発見地にちなむ。

## 産出地
世界各地で見つかり、日本では尾去沢鉱山のほかにも秋田県の亀山盛鉱山などに産する。

## 性質・特徴
黄緑色をなし、硬度は3 - 4。模式地では粉末状の微細な結晶集合体として産出する（新潟県三川鉱山では肉眼的な結晶を産出する）。二次鉱物である。
銅ビーバー石 (PbCuFe3+2(SO4)2(OH)6、当時はビーバー石) の Fe3+ が Al に置換したものであるが、肉眼での区別は難しい。1999年の明礬石超族の命名規約成立に伴って、両者は共に独立種として認められた。

## サイド・ストーリー
発見者の田口靖郎は1974年に櫻井賞を受賞した。